# Christopher McHugh
Christopher McHugh (* 31. August 1989 in Adelaide) ist ein australischer Beachvolleyballspieler. Er wurde fünf Mal Asienmeister und sechs Mal Meister seines Heimatlandes.

## Karriere
McHugh spielte 2006 bei der U19-Weltmeisterschaft in Bermuda mit Harrison Peacock. 2007 spielte er mit Trent Irwin bei den Montreal Open sein erstes Turnier auf der FIVB World Tour. Mit ihm wurde er auch Neunter der U19-WM in Mysłowice. Ab 2008 spielte er mit Sam Boehm. Auf der World Tour schieden McHugh/Boehm jeweils früh aus, während sie bei der U21-WM in Brighton auf den neunten Rang kamen. Im folgenden Jahr erzielten sie ihr bestes Ergebnis mit dem 17. Platz bei den Mysłowice Open. Zur U21-WM in Blackpool trat McHugh mit Luke Smith an und kam auf den fünften Rang.
2010 bildete McHugh ein neues Duo mit Joshua Slack. McHugh/Slack erzielten ihr bestes Ergebnis auf der World Tour in dem Jahr mit den 17. Plätzen bei den Open-Turnieren in Åland und Den Haag. Auf der World Tour 2011 gelangten sie als Fünfte des Grand Slams in Moskau erstmals in die Top Ten. Am Jahresende wurden sie Vierte der Asienmeisterschaft. 2012 traten sie in der FIVB-Serie nur zu drei Grand Slams an.
Im November 2012 gewann McHugh mit seinem neuen Partner Isaac Kapa die Asienmeisterschaft. Anfang 2013 feierten McHugh/Kapa zunächst einige Turniersiege auf der nationalen und kontinentalen Tour. Nach einem 17. Platz bei den Fuzhou Open und einem 25. Rang beim Grand Slam in Shanghai erreichten sie auf der World Tour zwei neunte Plätze in Den Haag und Rom. Sie qualifizierten sich außerdem für die Weltmeisterschaft 2013 in Stare Jabłonki. Als Vorrundenzweite und mit einem weiteren Sieg in der ersten KO-Runde erreichten sie das Achtelfinale, in dem sie sich den Brasilianern Pedro/Bruno geschlagen geben mussten. Ebenfalls Neunte wurden sie beim Grand Slam in Long Beach, bevor sie sich in Moskau auf den fünften Rang steigerten. 2014 gewannen McHugh/Kapa nach einem neunten Rang beim Grand Slam in Shanghai die ebenfalls in China ausgetragene Asienmeisterschaft. Auf der World Tour gab es anschließend zunächst zweistellige Ergebnisse, doch beim Grand Slam in Klagenfurt wurden sie mit einem Sieg gegen die Letten Samoilovs/Šmēdiņš Dritter und erhielten somit ihre erste Medaille bei einem FIVB-Turnier.
2015 erzielten McHugh/Kapa ihr bestes World-Tour-Ergebnis mit dem fünften Platz beim Grand Slam in Sankt Petersburg. Anschließend nahmen sie an der WM in den Niederlanden teil; dort kamen sie wie vor zwei Jahren als Gruppenzweite ins Achtelfinale und verloren erneut gegen brasilianische Gegner, diesmal Alison/Bruno. Bei den folgenden drei Grand Slam gab es für sie einen 17. und zwei 25. Plätze. Die World Tour 2016 eröffneten sie mit einem neunten Platz in Kisch, bevor sie vor heimischem Publikum erneut Asienmeister wurden. In der FIVB-Serie erreichten sie mit dem fünften Rang bei den Cincinnati Open und als Neunte des Moskauer Grand Slams weitere Top-Ten-Ergebnisse.
2017 bildete McHugh ein neues Duo mit Damien Schumann. McHugh/Schumann gewann zu Beginn der World Tour das nur mit einem Stern bewertete Turnier in Shepparton. Bei der Asienmeisterschaft in Thailand belegten sie den dritten Platz. Danach wurden sie unter anderem Neunte bei den Drei-Sterne-Turnieren in Xiamen und Moskau, bevor sie bei den höchstkategorisierten Turnieren in Poreč und Gstaad auf zweistellige Ergebnisse kamen. Über die AVC-Vorentscheidung qualifizierten sie sich für die Weltmeisterschaft in Wien, bei der sie als Gruppenzweiter der Vorrunde in der ersten Hauptrunde die US-Amerikaner Gibb/Crabb besiegten, im Achtelfinale aber gegen deren Landsleute Dalhausser/Lucena ausschieden. Im April 2018 gewannen McHugh/Schumann im heimischen Gold Coast die Goldmedaille bei den Commonwealth Games. Danach trennten sich die beiden.
Von Juli 2018 bis Juli 2019 war Zachery Schubert McHughs Partner. Bestes Ergebnis auf der World Tour war ein fünfter Platz beim 3-Sterne-Turnier in Haiyang. Seit 2020 spielt McHugh wieder mit Schumann. Die beiden Australier wurden im Februar 2020 in Thailand Asienmeister und gewannen das FIVB 2-Sterne Turnier in Phnom Penh. 2021 qualifizierten sich McHugh/Schumann über den Continental Cup für die Olympischen Spiele in Tokio, bei denen sie sieglos nach der Vorrunde ausschieden.
Nach dem Karriereende von Schumann war Paul Burnett McHughs Partner, mit dem er im November 2021 in Phuket seinen Titel als Asienmeister verteidigen konnte. Auf den Challenge-Turnieren der World Beach Pro Tour 2022 erreichten McHugh/Burnett in Tlaxcala und in Doha jeweils Platz fünf sowie in Kuşadası Platz zwei. Bei der Weltmeisterschaft reichte es zum siebzehnten Rang. Im Anschluss daran gewannen die beiden die Commonwealth-Games in Birmingham. Weitere hervorragende Leistungen in der Saison waren die Finalteilnahme bei den Asienmeisterschaften, der Bronzerang beim Challenge in Torquay und das Erreichen der Runde der besten acht beim Elite16 am gleichen Ort. In der nächsten Spielzeit konnten sie bei den wichtigsten Veranstaltungen ihre Platzierungen aus dem Vorjahr bestätigen. Dies betraf die Vizeasienmeisterschaft ebenso wie den siebzehnten Rang bei den Welttitelkämpfen.